# Magnoliopsida
Magnoliopsida este o clasă biologică de plante cu flori. Prin definiție clasa cuprinde familia Magnoliaceae, dar circumscripția sa variază, incluzând mai multe sau mai puține specii în dependență de sistemul de clasificare utilizat. Conform Catalogue of Life Magnoliopsida are în jur de 130.160 de specii.

## Magnoliopsida în sistemul Cronquist
Sistemul Cronquist utiliza această taxonomie internă (în versiunea din 1981):
- clasa Magnoliopsida [= dicotiledonate]
subclasa Magnoliidae
subclasa Hamamelidae
subclasa Caryophyllidae
subclasa Dilleniidae
subclasa Rosidae
subclasa Asteridae

## Sistemele Dahlgren și Thorne
Sistemul Dahlgren și sistemul Thorne (1992) utilizau numele Magnoliopsida pentru plante cu flori (angiosperme). Totuși, sistemul Cronquist a fost foarte popular și au existat mai multe versiuni ale sistemului publicate, iar în unele din ele Cronquist numele Magnoliopsida (la nivel de clasă) se referea la plante cu flori (angiosperme).
- clasa Magnoliopsida [= angiosperme]
subclasa Magnoliidae [= dicotiledonate]
subclasa Liliidae [= monocotiledonate]

## Sistemul Reveal
Sistemul Reveal utiliza numele Magnoliopsida pentru un grup de dicotiledonate primitive, corespunzătoare aproximativ unei jumătăți din plantele din magnoliidae:
- clasa 1. Magnoliopsida
superordinul 1. Magnolianae
superordinul 2. Lauranae

## Sistemele APG
În Sistemul APG, APG II și APG III numele botanice sunt utilizate doar pentru nivelul de ordin, sau mai inferioare. Nivelele superioare ordinelor, aveau propriile nume în acest sistem, cum ar fi angiosperme, eudicote, monocotiledonate, rosidae, etc. Aceste nume se refereau la încrengături (neclasificate). Clasa Magnoliopsida nu este definită. De menționat că ideea ca dicotiledonatele trebuie să fie o unitate taxonomică și să aibă un nume formal este respinsă de sistemele APG: dicotiledonatele sunt considerate a fi parafiletice.

## Ordine
- Amborellales
- Apiales
- Aquifoliales
- Asterales
- Austrobaileyales
- Balanophorales
- Berberidopsidales
- Boraginales
- Brassicales
- Bruniales
- Buxales
- Canellales
- Capparales
- Caryophyllales
- Celastrales
- Ceratophyllales
- Chloranthales
- Cornales
- Crossosomatales
- Cucurbitales
- Dilleniales
- Dipsacales
- Ericales
- Escalloniales
- Fabales
- Fagales
- Garryales
- Gentianales
- Geraniales
- Gunnerales
- Huerteales
- Icacinales
- Lamiales
- Laurales
- Magnoliales
- Malpighiales
- Malvales
- Myrtales
- Nymphaeales
- Oxalidales
- Picramniales
- Piperales
- Polygonales
- Proteales
- Ranunculales
- Rosales
- Sabiales
- Santalales
- Sapindales
- Saxifragales
- Solanales
- Tamaricales
- Trochodendrales
- Vahliales
- Vitales
- Zygophyllales